# Przymusów
Przymusów – część wsi Mnin w Polsce, położona w województwie świętokrzyskim, w powiecie koneckim, w gminie Słupia Konecka.
W latach 1975–1998 Przymusów administracyjnie należał do województwa kieleckiego.